# فینال جام اتحادیه فوتبال انگلستان ۱۹۸۰
فینال جام اتحادیه فوتبال انگلستان ۱۹۸۰، رقابت پایانی جام اتحادیه فوتبال انگلستان در سال ۱۹۸۰ میلادی است که مابین دو تیم باشگاه فوتبال ولورهمپتون و باشگاه فوتبال ناتینگهام فارست در ورزشگاه ومبلی لندن برگزار شده‌است.
این مسابقه که در تاریخ ۱۵ مارس ۱۹۸۰ انجام شده‌است با نتیجه ۱ بر ۰ به سود تیم باشگاه فوتبال ولورهمپتون به پایان رسید.